# Екстранет
Екстране́т (англ. extranet) — це захищена від несанкціонованого доступу корпоративна мережа, що використовує Інтернет-технології для внутрішньокорпоративних цілей, а також для надання частини корпоративної інформації і корпоративних застосунків діловим партнерам компанії.
Питання забезпечення безпеки в екстранеті набагато серйозніше, ніж у інтранеті. Для мережі «Екстранет» особливо важливі аутентифікація користувача (який може і не бути співробітником компанії) і, особливо, захист від несанкціонованого доступу, тоді як для застосунків Інтранет вони грають набагато менш істотну роль, оскільки доступ до цієї мережі обмежений фізичними рамками компанії.
Корпоративне застосування «Екстранет» — це закриті корпоративні портали, на яких розміщуються закриті корпоративні матеріали і надається доступ уповноваженим співробітникам компанії до застосунків для колективної роботи, систем автоматизованого управління компанією, а також доступ до обмеженого ряду матеріалів партнерам і постійним клієнтам компанії. Крім того, в Екстранет можливе застосування і інших сервісів інтернету: електронної пошти, FTP тощо.